# 화양연화
《화양연화》(중국어 정체자: 花樣年華, 광둥어: faa1 joeng6 nin4 waa4 파영닌와, 영어: In the Mood for Love)는 홍콩 왕가위 감독의 2000년 작품으로, 장만옥과 양조위라는 톱 스타를 캐스팅하여 중년의 완숙한 사랑을 담은 로맨틱 드라마 영화이다. 2000년 부산국제영화제 폐막작으로 선정되어 감독과 배우들이 방한하였다.

## 줄거리
1962년의 어느날 홍콩. 신문사 편집기자인 주모운(양조위 분) 부부가 상하이 출신 사람들이 모여사는 아파트로 이사온다. 얼마 있지 않아 이 곳에 진씨 부부도 이사온다. 진씨는 일본인 무역 회사에 근무하여 해외 출장이 잦다. 주모운은 진씨의 아름다운 부인 소려진(장만옥 분)에 눈길이 간다. 얼마 지나지 않아 두 사람은 자신들의 남편과 아내가 바람을 피우고 있다는 사실을 알게 되고, 이와 동시에 두 사람은 조금씩 서로에게 마음이 끌리게 된다.

## 출연진
- 양조위 - 주모운(周慕雲) / 차우 역
- 장만옥 - 소려진(蘇麗珍) / 리첸 역
- 소병림 - 아병 역
- 반적화 - 손 부인 역
- 진만뢰 - 고 선생 역
- 전사앵 - 왕 할머니 역
- 뇌진 - 하 선생 역
- 장동조 - 고 선생네 세입자 역
- 장요양 - 진 선생 역(목소리 출연)
- 손가군 - 주 부인 역(목소리 출연)

## 영화 정보
- 홍콩 원제 화양연화(花樣年華)는 성숙한 여인의 인생에서 가장 아름다웠던 한 시절을 은유하는 말이다.
- 2000년 제5회 부산국제영화제 폐막작으로 상영되었다.

## 수상 정보
- 제53회 칸국제영화제 남우주연상(양조위) 수상, 최우수예술성취상(장숙평,두가풍,이병빈) 수상
- 제20회 홍콩전영금상장 남우주연상(양조위), 여우주연상(장만옥), 편집상(장숙평), 미술감독상(장숙평), 의상디자인상(장숙평) 수상
- 제37회 대만 금마장영화상 여우주연상(장만옥), 촬영상(이병빈,두가풍), 의상디자인상(장숙평) 수상
- 2000년도 홍콩영화평론학회상 감독상(왕가위) 수상
- 제6회 홍콩 금자형상 촬영상(이병빈,두가풍) 수상

## 한국판 성우진(KBS, 2003년 2월 9일)
- 홍성헌 - 차우(양조위)
- 송도영 - 리첸(장만옥)
- 문옥현
- 김규식
- 김정미
- 조동희
- 박신영
- 장승길
- 황재경
- 문관일
- 변영희

## 제작진
- 제작사: 춘광영화 (春光映畫)
- 감독: 왕가위
- 각본: 왕가위
- 촬영: 이병빈, 두가풍
- 편집: 장숙평, 황명림
- 기획: 팽기화
- 의상: 장숙평
- 음악: Michael Galasso